# Paul Stoddart

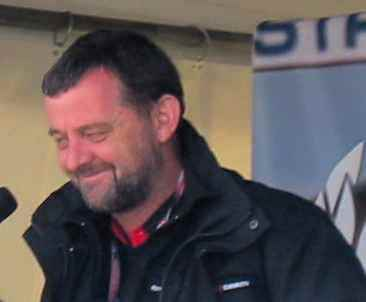
Stoddart bij de Grand Prix Formule 1 van Australië in 2005

Paul Stoddart (Coburg, Melbourne, 26 mei 1955) is een Australisch zakenman en miljonair. Hij werd vooral bekend als eigenaar van het Formule 1-team van Minardi.
Stoddart begon zijn zakencarrière als eigenaar van een autobedrijf, ook was hij al snel betrokken bij de autosport. Zijn grootste succes was European Aviation, een charter-maatschappij die Stoddart begon nadat hij BAC 1-11-vliegtuigen over kon nemen van de Royal Australian Air Force. Stoddart was van plan deze te verkopen aan geïnteresseerde luchtvaartmaatschappijen maar toen dit niet lukte begon hij zijn eigen luchtvaartmaatschappij.
In 1996 raakte Stoddart betrokken bij Formule 1 als hij enkele oude F1-auto's opkoopt en deze af en toe inzet bij historische races. Ook werd hij in 1997 sponsor van Tyrrell waarmee European Aviation intensief mee zou gaan samenwerken, British American Tobacco kocht Tyrrell echter op en Stoddart werd sponsor van Jordan. Een jaar later was hij sponsor van Arrows en vanaf 2001 aandeelhouder en belangrijkste man van Minardi.
Stoddart slaagde er niet in om Minardi uit de achterhoede te trekken. Het team werd regelmatig geplaagd door financiële problemen en moest zich beroepen op coureurs die het nodige geld meebrachten. Onder leiding van Stoddart reden onder anderen Fernando Alonso, Mark Webber en de Nederlanders Jos Verstappen, Christijan Albers en Robert Doornbos voor Minardi. 
Eind 2005 verkocht Stoddart Minardi aan Dietrich Mateschitz, de eigenaar van Red Bull Racing. Deze maakte van Minardi Scuderia Toro Rosso. Al vrij snel verklaarde Stoddart weer terug te willen keren in de Formule 1 met de naam Minardi waarvan hij de eigenaar is. Hij schreef zich in voor het seizoen 2008 maar het enige beschikbare plekje ging naar Prodrive.